# 书目记录功能要件
书目记录功能要件（Functional Requirements for Bibliographic Records，以下简称FRBR /ˈfɜrbər/）是由国际图书馆协会联合会研订的一个实体/关系（entity -relationship model）的观察模型。是对书目世界概括性的观察，它是独立于任何编目规则与实作的。
FRBR的书目模型包括实体、属性、实体间关系、实体及其属性与用户任务的映射关系以及基于FRBR模型的国家级书目记录的基本需求。
FRBR将书目记录涉及的实体分成三组:
- 1. 通过智慧和艺术创作的产品，也就是抽象意义上的作品;
- 2. 对第一组实体负责任的个人或团体，例如，作者，编辑;
- 3. 产品的主题内容，包括概念、实物、事件、地点、第一组和第二组实体本身等。例如，有一部作品，它是关于另一部作品的作品（例如翻譯的版本），或关于一个人或关于一个团体的作品